# Joseph Beaubien
Joseph Beaubien (Montréal, 28 février 1865 - Montréal, 3 février 1949) est un homme politique canadien, maire de la municipalité d'Outremont pendant trente-neuf ans, de 1910 à 1949. Il a été élu à cette fonction 14 fois consécutives. Il a aussi lancé les premières fédérations urbaines à l'échelle de Montréal et du Québec.

## Famille
Fils aîné de Louis Beaubien et de Suzanne-Lauretta Beaubien (Stuart), il est aussi le petit-fils du docteur Pierre Beaubien et le frère de Louis de Gaspé Beaubien. Il épouse à Québec le 11 février 1893 Joséphine LaRue, fille du docteur Hubert LaRue et d'Alphonsine Panet. Le couple aura six enfants.

## Ses contributions
Grand bâtisseur d'Outremont, Joseph Beaubien a favorisé la construction de plusieurs écoles modernes : le pensionnat du Saint-Nom-de-Marie (autrefois nommée Notre-Dame-de-Bon-Secours), l'école Nouvelle-Querbes (autrefois nommée Académie Querbes), Strathcona Academy et le Collège Stanislas.[réf. nécessaire]
Joseph Beaubien est cofondateur de l'Union des municipalités du Québec et son premier président, poste qu'il occupe de 1919 à 1938.
En 1921, il propose la création de la Commission du Montréal métropolitain, qui vise à accroître la coopération des municipalités de l'ile de Montréal, mais qui sert aussi de rempart contre les visées annexionnistes de la ville de Montréal.

## Brasserie Frontenac
Beaubien est le fondateur de la Brasserie Frontenac, inaugurée le 11 novembre 1913 dans le Mile-End de Montréal,  la première à être fondée par des Canadiens français. À part Beaubien, J. M. Wilson, Donat Raymond, Joseph Daoust, Joseph Ethier, et Joseph Versailles ont siégé sur son conseil d’administration.  Parmi ses marques, on trouve la Frontenac Bleue, la White Cap Ale, la Olde Brew Special Reserve et la Export Ale.  La brasserie déclencha une guerre de prix pour augmenter son marché, mais ne put soutenir la baisse de 20% avec laquelle répliquèrent ses concurrents, les brasseries Molson et Dawes.  Elle dut se fusionner à la National Breweries en 1926, et son édifice, au coin de l’avenue Casgrain et de la rue Marmier, fut rasé en 1973. 
Presque aveugle de naissance, Beaubien subit une opération à Paris en 1882 et demeure actif dans les causes appuyant les aveugles au travail.  La Brasserie Frontenac en embauche de 8 à 10 pour la réparation de caisses d'expédition.
Sa sépulture est située dans le cimetière Notre-Dame-des-Neiges, à Montréal.  Un buste à son effigie, par le sculpteur Paul Lancz, a été érigé au parc Beaubien à Outremont.